# Ynglingen
Ynglingen (ryska: Подросток, Podrostok) är en roman skriven av Fjodor Dostojevskij och först publicerad 1875. I romanen beger sig ynglingen Arkádij, utomäktenskaplig son till godsägaren Versilov, till Sankt Petersburg för att förverkliga sin idé, sin högre filosofiska tanke, men också för att för första gången träffa sin fader. Väl där bekantar han sig med delar av societeten och blir en betydande del i deras intriger, men framförallt lär han känna sin fader. Boken handlar till stor del om förhållandet mellan fader och son.